# ERC1
ERC1‏ (ELKS/RAB6-interacting/CAST family member 1) هوَ بروتين يُشَفر بواسطة جين ERC1 في الإنسان.